# استخر یادگار امام
استخر مجموعه ورزشی  یادگار امام تبریز،  نام یک استخر در حال ساخت برای مسابقات قهرمانی شنا در دهکده المپیک تبریز است. ساخت این استخر در سال ۱۳۹۰ و خورشیدی چهل درصد پیشرفت فیزیکی داشته است. این استخر با گنجایش ۷۰۰۰ نفر و بر اساس طرح بنای استخر المپیک مونیخ، طراحی شده است؛ ابعاد این ساختمان ۱۰۰×۸۰ متر می‌باشد. و در تاریخ ۱۴۰۳ ساخت آن به پایان رسید.